# Parti libéral-démocrate de Moldavie
Le Parti libéral-démocrate de Moldavie (en roumain : Partidul Liberal Democrat din Moldova, PLDM) est un parti politique moldave conservateur et pro-européen.

## Historique

### Création du parti, et premier scrutin
Le lancement du parti a lieu le 8 octobre 2007, à l'initiative d'un groupe conduit par Vlad Filat, député au Parlement et membre du Parti démocrate de Moldavie (PDM), opposant au Parti communiste (PCRM). Le congrès fondateur se tient exactement deux mois plus tard, et les 596 délégués confirment alors Filat à la présidence.
Le deuxième congrès est organisé le 27 septembre 2008, à Bălți, l'une des plus importantes villes de Moldavie, puis le PLDM participe, le 5 avril 2009, à ses premières élections législatives. Il réussit alors à se hisser à la place de troisième parti politique du pays en recueillant 12,43 % des suffrages et 15 députés sur 101. Le Parlement se révélant incapable d'élire le nouveau président de la République du fait de l'opposition du centre droit, il est dissous et de nouvelles élections ont lieu le 29 juillet suivant.

### De l'opposition au gouvernement
Lors du scrutin, les libéraux-démocrates progressent à 16,57 % des voix et 18 sièges, devenant ainsi la première force du centre droit. Les communistes ayant perdu la majorité absolue qu'ils détenaient depuis 2001, le PLDM s'accorde avec les libéraux (PL), les sociaux-démocrates (PDM) et les sociaux-libéraux (AMN) pour former une coalition gouvernementale majoritaire, l'Alliance pour l'intégration européenne (AIE), dont Vlad Filat prend la direction en tant que Premier ministre.
Le 19 décembre à Chișinău, le troisième congrès du parti se réunit, avec comme invités d'honneur les deux premiers présidents de la Moldavie indépendante, Mircea Snegur et Petru Lucinschi.
Les députés n'ayant pas réussi, face à l'opposition du PCRM, à porter le candidat de l'AIE, Marian Lupu, au poste de chef de l'État, un référendum est convoqué le 5 septembre 2010 pour modifier la Constitution afin de permettre la tenue de la présidentielle au suffrage universel direct, mais l'AIE ne parvient pas à suffisamment mobiliser les électeurs, ce qui conduit à l'invalidation du scrutin, faute d'une participation suffisante.
Des élections anticipées ont alors lieu le 28 novembre, qui consacrent le statut du PLDM, qui remporte 29,38 % des voix et 32 élus. Dans son ensemble, l'AIE recueille 52 % des suffrages et 59 parlementaires, deux de moins que la majorité requise pour élire le président de la République.

## Programme

### Rénovateur et démocratique
Selon son programme, adopté lors du congrès fondateur du 8 décembre 2007, le PLDM se présente comme un parti réformateur, qui prône le changement et dénonce la corruption du gouvernement issu du Parti des communistes de la république de Moldavie (PCRM).
Il se propose de renforcer la démocratie, en garantissant la liberté de la presse, l'indépendance du pouvoir judiciaire et en luttant contre la corruption.

### Politique étrangère et stratégique
Il affiche comme objectif l'intégration à l'Union européenne, la réunification avec la République moldave du Dniestr et promeut une coopération renforcée avec la Roumanie et l'OTAN. Il se prononce également en faveur de la suppression du service militaire obligatoire et la professionnalisation de l'armée moldave, et souhaite que soient créées des réserves stratégiques de gaz et de pétrole afin de pouvoir résister aux éventuels chantages des fournisseurs, le principal se trouvant être la Russie. 

### Propositions économiques et fiscales
Partisan de la décentralisation, il veut mettre en œuvre une importante réforme de l'administration centrale et rendre plus efficace la gestion des finances publiques. Afin de rendre l'économie compétitive, le PLDM propose une importante libéralisation de la politique économique, au moyen d'un allégement des procédures de création d'entreprise, une réduction du taux de la taxe sur la valeur ajoutée (TVA) à 18 %, avec un mécanisme de remboursement pour les sociétés, et l'instauration d'un régime fiscal et juridique avantageux pour les petites et moyennes entreprises (PME). Il reconnaît en outre que le caractère rural de la société moldave appelle au renforcement du développement des zones rurales et promeut notamment l'agriculture biologique.

### Santé, éducation, environnement
Il propose également que l'accès aux soins soit rendu gratuit, que le secteur de la santé publique soit libéralisé, d'introduire partiellement la retraite par capitalisation, tout en augmentant le nombre de personnes cotisant à la Sécurité sociale, de réduire le rôle de l'académie des sciences et remettre l'enseignement supérieur au cœur de la politique de recherche scientifique, en accordant l'autonomie aux universités. Il entend en outre mener une politique culturelle offensive, par la conservation, rénovation et promotion du patrimoine culturel, ainsi que le dialogue et la tolérance inter-religieux.
Enfin, en matière de politique environnementale, l'accent est mis sur le développement des énergies renouvelables, le développement durable, la réduction des gaz à effet de serre, l'extension et la protection des forêts, et la modernisation de la gestion des déchets, de l'eau potable et des eaux usées.

## Présidents
| Période     | Nom             |
| ----------- | --------------- |
| 2007-2016   | Vlad Filat      |
| 2016-2018   | Viorel Cibotaru |
| 2018-2020   | Tudor Deliu     |
| 2020-2021   | Vlad Filat      |
| depuis 2021 | Iulian David    |

## Fonctionnement

### Congrès
L'organe suprême de décision est le congrès du parti (Congresul), qui se réunit tous les ans et se compose de délégués élus par les conférences régionales. Il est chargé d'adopter le programme du PLDM, ainsi que son programme politique en cas de cycle électoral. Il doit en outre élire pour quatre ans le conseil politique national (Consiliul Politic Național), le président du parti (Președintele Partidului) et la cour d'éthique et d'arbitrage (Curții de Etică și Arbitraj).

### Conseil politique national
Le conseil politique national, qui se réunit tous les trois mois, assure la direction politique du PLDM entre chaque congrès. Il se compose d'un nombre de membres déterminés lors du congrès, et est chargé de l'élection des vice-présidents (Vicepreședinții), du secrétaire général (Secretarul General) et des membres du bureau central permanent (Biroului Permanent Central). Le conseil doit assurer la mise en œuvre des décisions du congrès, approuver et coordonner les stratégies électorales, et valider la constitution d'une coalition politique ou gouvernementale. Les réunions sont présidés par le président du parti.

### Président, adjoints et bureau

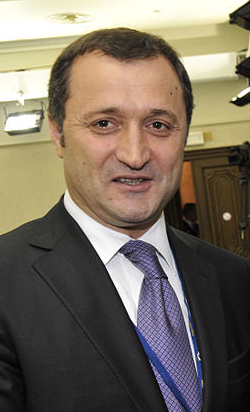
L'ancien président du PLDM, Vlad Filat.

Le président assure la représentation extérieure du PLDM, dont il exprime le message politique. Garant de la réalisation du programme politique, du respect des statuts et du maintien de l'unité du parti, il dirige et assure l'activité de l'appareil et des structures de la formation. Il a la possibilité de prononcer des sanctions disciplinaires, et c'est à lui qu'il revient de signer et soumettre à la commission électorale centrale de Moldavie la liste des candidats au Parlement.
Les premiers vice-présidents sont responsables de la promotion de la politique adoptée par les organes de direction, d'assurer la coordination et le bon fonctionnement de la direction centrale, et de présider les réunions des organes directeurs en l'absence du président. Les vice-présidents sont pour leur part chargés de coordonner l'activité des services du PLDM, de représenter le parti dans les relations officielles, et de présenter au bureau central permanent la stratégie et la tactique du parti dans leur domaine de compétences.
Le secrétaire général a une mission avant tout administrative. Il dirige l'appareil du PLDM, élabore, conduit et présente au bureau central permanent la politique de constitution et consolidation des structures territoriales, assure le travail efficace de l'appareil et des structures du parti, tient la comptabilité et conduit les enquêtes internes.
Enfin, le bureau central permanent assure la direction du parti entre les réunions du conseil politique national, dont il prépare les réunions et projets de décision et à qui il propose la stratégie politique à suivre entre ses réunions. Responsable de la politique financière et matérielle du PLDM, il négocie les alliances politiques et les propose, ainsi que le programme électoral, les candidats aux législatives et le candidat à la présidentielle, au conseil politique national. En outre, c'est à lui qu'il revient de désigner le candidat à la mairie de Chișinău, sur proposition du conseil politique territorial de la ville.

## Résultats électoraux

### Élections législatives
| Année        | Voix    | Sièges   | Rang | Gouvernement                             |
| ------------ | ------- | -------- | ---- | ---------------------------------------- |
| avril 2009   | 12,4 %  | 15 / 101 | 3e   | Opposition                               |
| juillet 2009 | 16,6 %  | 18 / 101 | 2e   | Filat I                                  |
| 2010         | 29,4 %  | 32 / 101 | 2e   | Filat II (2011-2013), Leancă (2013-2015) |
| 2014         | 20,1 %  | 23 / 101 | 2e   | Gaburici                                 |
| 2019         | 26,84 % | 1 / 101  | 3e   | Sandu (2019), opposition (2019-2021)     |